# St. Cyriakus (Niedernberg)

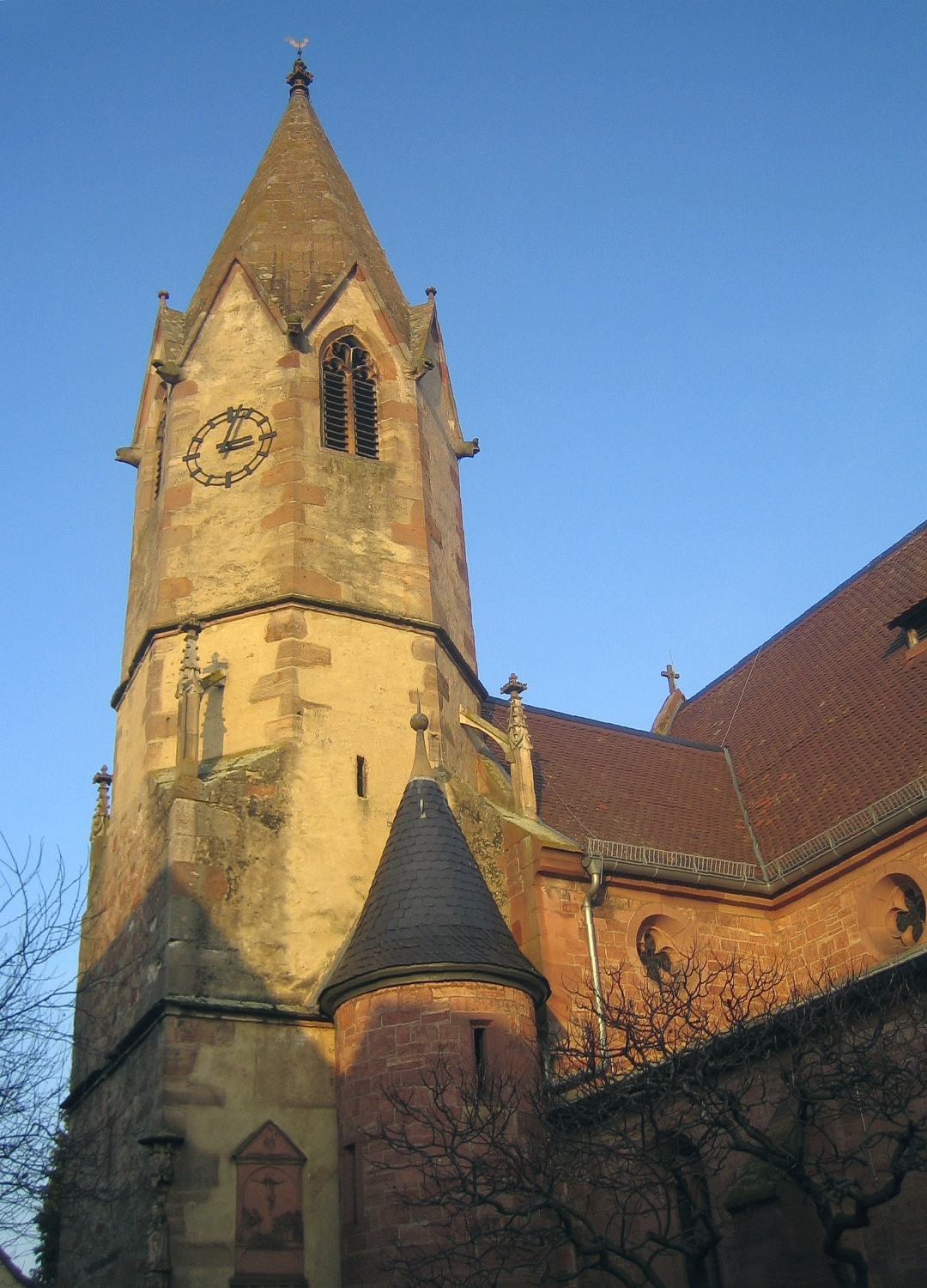
St. Cyriakus (Niedernberg)

Die römisch-katholische denkmalgeschützte Pfarrkirche St. Cyriakus steht in Niedernberg, einer Gemeinde im Landkreis Miltenberg (Unterfranken, Bayern). Das Bauwerk ist unter der Denkmalnummer D-6-76-144-10 in der Bayerischen Denkmalliste eingetragen. Die Pfarrei gehört zur Pfarreiengemeinschaft Großwallstadt-Niedernberg und seit dem 23. Januar 2022 zum „pastoralen Raum“ Obernburg im neu errichteten Dekanat Miltenberg des Bistums Würzburg.

## Architektur und Ausstattung
Der Kirchturm im Westen und der ehemalige Chor im Osten, der heute als Kapelle dient, sind die Reste einer Saalkirche, die 1461 errichtet wurde. Die geostete Saalkirche wurde 1897 durch ein Langhaus mit drei Kirchenschiffen in Nord-Süd-Richtung zu einer neugotischen Basilika erweitert. Der ehemalige Chor mit 3/8-Schluss und Maßwerkfenstern, der außen von Strebepfeilern gestützt wird, ist innen mit einem Netzgewölbe überspannt.
Der quadratische Kirchturm wird in der Mitte des zweiten Geschosses über schräge Strebepfeiler ins Achteck übergeführt. Darauf sitzt ein achtseitiger steinerner Helm. 
Ein 1759 von Johann Conrad Bechtold geschaffenes Gemälde der Krönung Mariens befindet sich im alten Chor.

## Orgel
Die Orgel mit 15 Registern, zwei Manualen und Pedal wurde 1897 von Martin Joseph Schlimbach gebaut.